# Chariesthes gestroi
Chariesthes gestroi är en skalbaggsart som beskrevs av Stefan von Breuning 1934. Chariesthes gestroi ingår i släktet Chariesthes och familjen långhorningar.
Artens utbredningsområde är Kenya. Inga underarter finns listade i Catalogue of Life.